# FIFA 08
FIFA 08 kom 2007 och är ett fotbollsspel från EA Sports. Spelet finns till spelkonsolerna Playstation 2, Playstation 3, PlayStation Portable, Nintendo DS, Nintendo Wii, Xbox 360 och PC. FIFA 08 har 30 ligor, över 570 lag och fler än 15 000 spelare.

## Be A Pro
Be A Pro-läget är ett av de nyaste spellägena i FIFA 08. I Be A Pro kan du ta kontrollen över en spelare i en match och byta spelare under matchens gång. I Be A Pro ska du springa efter positionerna, söka fria ytor och göra snygga tacklingar på egen planhalva eller göra fina passningar och crossbollar, dribbla bort försvararna upp på läktaren och givetvis göra snygga mål i sista minuten som höjer din rankingmätare väldigt. 
Rankingmätaren ökar även med passningar, crossbollar, dribblingar m.m. och minskar om spelaren misslyckas.

## Soundtrack
- Madness, "Sorry"
- Peter Bjorn and John, "Young Folks"
- Robyn
- Melody Club
- Travis
- Wir sind Helden

### Fotnoter
1. ↑  ”FIFA Soccer 08” (på engelska). Mobygames. 14 mars 2007. http://www.mobygames.com/game/fifa-soccer-08. Läst 18 juni 2016.